# Arcidiecéze Bulawayo
Arcidiecéze Bulawayo (latinsky Archidioecesis Bulauaiensis) je římskokatolická metropolitní arcidiecéze, sídlo bulawayské církevni provincie. Zahrnuje město Bulawayo a okresy Bulilima, Mangwe, Nyamandhlovu, Tsholotsho, Bubi, části Lupane a Nkayi (s řekou Shangani jako hranicí), Insiza, Umzingwane, Beitbridge, Matobo a Gwanda (západně od řeky Umzingwane) v Zimbabwe. Arcibiskupským sídlem je město Bulawayo, kde se nachází katedrála Neposkvrněného Početí. Území má rozlohu 69 546 km² a je rozděleno do 47 farností.

## Stručná historie
- Misie sui iuris v Bulawayo byla zřízena 4. ledna 1931 brevem Congregationis Missionariorum papeže Pia XI. a její území bylo převzato z apoštolské prefektury Salisbury (nyní arcidiecéze Harare).
- Dne 18. července 1932 byla misie sui iuris povýšena na apoštolskou prefekturu na základě breve Admonet Nos téhož papeže Pia XI.
- 13. dubna 1937 byla apoštolská prefektura bulou Ad maiorem dignitatis papeže Pia XI. povýšena na apoštolský vikariát.
- Dne 29. června 1953 postoupila část svého území ve prospěch vytvoření apoštolské prefektury Wankie (nyní diecéze Hwange).
- 1. ledna 1955 byl bulou Quod Christus papeže Pia XII. apoštolský vikariát povýšen na diecézi, sufragánní k arcidiecézi Salisbury.
- Dne 2. dubna 1959 postoupila další část svého území pro vytvoření apoštolské prefektury Bechuanaland (nyní diecéze Gaborone).
- 5. prosince 1976 byl emeritní biskup Adolph Gregory Schmitt a dva další misionáři zabiti při přepadení na silnici, protože byli považováni za „nepřátele lidu“.
- Dne 10. června 1994 byla bulou Ipso bene iuvante papeže Jana Pavla II. opět povýšena na metropolitní arcidiecézi. Sufragánní se jí staly tři diecéze: Gweru, Hwange a Masvingo.

## Ordináři, biskupové a arcibiskupové v Bulawayo

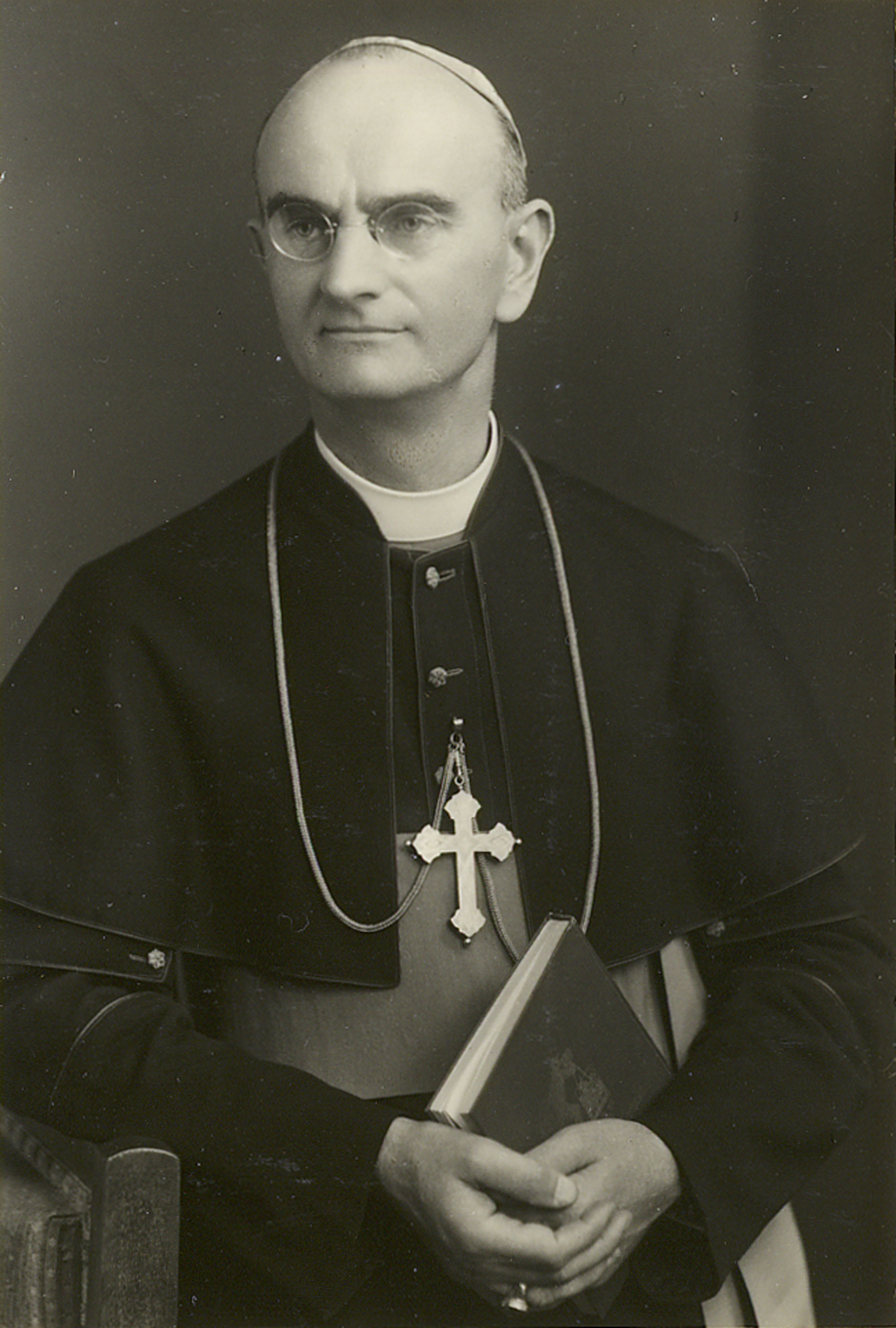
Otec biskup Ignác Arnož, rodák z Děčína-Podmokel zanechal v diecézi českou stopu

#### Prefekt v Bulawayo
- 1926–1929 Giovanni Matteo Konings, OSCr

#### Představený misie v Bulawayo
- 1931–1932 Ignác Arnož, C.M.M.

#### Apoštolský prefekt v Bulawayo
- 1932–1937 Ignác Arnož, C.M.M.

#### Apoštolští vikáři v Bulawayo
- 1937–1950 Ignác Arnož, C.M.M.
- 1950–1955 Adolph Gregory Schmitt, C.M.M.

#### Biskupové v Bulawayo
- 1955–1974 Adolph Gregory Schmitt, C.M.M.
- 1974–1994 Ernst Heinrich Karlen, C.M.M.

#### Arcibiskupové v Bulawayo
- 1994–1997 Ernst Heinrich Karlen, C.M.M.
- 1997–2007 Pius Ncube
- 2007–2009 apoštolský administrátor: Martin Schupp, C.M.M.
- od 20. 6. 2009 Alexander Thomas Kaliyanil, S.V.D.

## Statistika
V roce 2018 žilo v arcidiecézi pokřtěno 65 090 osob z celkového počtu 2 302 000 obyvatel, což představuje 2,8 %.
| rok                          | populace                     | populace                     | populace                     | kněží                        | kněží                        | kněží                        | kněží                        | trvalí jáhnové               | řeholníci                    | řeholníci                    | farnosti                     |
| rok                          | pokřtění                     | celkem                       | %                            | celkem                       | diecézní                     | řeholní                      | počet křtů                   | trvalí jáhnové               | muži                         | ženy                         | farnosti                     |
| Apoštolský vikariát Bulawayo | Apoštolský vikariát Bulawayo | Apoštolský vikariát Bulawayo | Apoštolský vikariát Bulawayo | Apoštolský vikariát Bulawayo | Apoštolský vikariát Bulawayo | Apoštolský vikariát Bulawayo | Apoštolský vikariát Bulawayo | Apoštolský vikariát Bulawayo | Apoštolský vikariát Bulawayo | Apoštolský vikariát Bulawayo | Apoštolský vikariát Bulawayo |
| ---------------------------- | ---------------------------- | ---------------------------- | ---------------------------- | ---------------------------- | ---------------------------- | ---------------------------- | ---------------------------- | ---------------------------- | ---------------------------- | ---------------------------- | ---------------------------- |
| 1950                         | 13.654                       | 370.000                      | 3,7                          | 21                           | 4                            | 17                           | 650                          |                              | 8                            | 7                            | 10                           |
| Diecéze Bulawayo             |                              |                              |                              |                              |                              |                              |                              |                              |                              |                              |                              |
| 1959                         | 31.771                       | 486.851                      | 6,5                          | 40                           | 1                            | 39                           | 794                          |                              | 54                           | 177                          | 6                            |
| 1970                         | 60.544                       | 668.500                      | 9,1                          | 47                           | 2                            | 45                           | 1.288                        |                              | 65                           | 204                          | 12                           |
| 1980                         | 71.511                       | 820.000                      | 8,7                          | 37                           | 7                            | 30                           | 1.932                        | 9                            | 45                           | 141                          | 25                           |
| 1990                         | 95.630                       | 1.247.643                    | 7,7                          | 49                           | 8                            | 41                           | 1.951                        | 5                            | 52                           | 172                          | 30                           |
| Arcidiecéze Bulawayo         |                              |                              |                              |                              |                              |                              |                              |                              |                              |                              |                              |
| 1999                         | 113.782                      | 1.600.000                    | 7,1                          | 60                           | 16                           | 44                           | 1.896                        | 10                           | 56                           | 167                          | 31                           |
| 2000                         | 107.515                      | 1.648.000                    | 6,5                          | 57                           | 13                           | 44                           | 1.886                        | 10                           | 59                           | 190                          | 31                           |
| 2001                         | 105.675                      | 1.694.000                    | 6,2                          | 61                           | 20                           | 41                           | 1.732                        | 10                           | 54                           | 174                          | 34                           |
| 2002                         | 108.332                      | 1.745.000                    | 6,2                          | 75                           | 28                           | 47                           | 1.444                        | 10                           | 59                           | 157                          | 35                           |
| 2003                         | 109.839                      | 1.790.000                    | 6,1                          | 68                           | 26                           | 42                           | 1.615                        | 10                           | 70                           | 143                          | 38                           |
| 2004                         | 111.957                      | 1.830.000                    | 6,1                          | 70                           | 28                           | 42                           | 1.599                        | 10                           | 69                           | 142                          | 38                           |
| 2006                         | 113.266                      | 1.849.000                    | 6,1                          | 59                           | 27                           | 32                           | 1.919                        | 20                           | 44                           | 140                          | 38                           |
| 2007                         | 115.793                      | 1.858.000                    | 6,2                          | 81                           | 33                           | 48                           | 1.429                        | 5                            | 59                           | 160                          | 39                           |
| 2012                         | 121.000                      | 2.031.000                    | 6,0                          | 82                           | 39                           | 43                           | 1.475                        | 19                           | 117                          | 149                          | 43                           |
| 2015                         | 61.099                       | 2.161.000                    | 2,8                          | 93                           | 48                           | 45                           | 656                          | 19                           | 120                          | 147                          | 44                           |
| 2018                         | 65.090                       | 2.302.000                    | 2,8                          | 85                           | 41                           | 44                           | 765                          | 16                           | 115                          | 137                          | 47                           |